# Billigsortiment
Billigsortiment (oder Billigprodukt, Billigware) sind im Handel Produkte oder Dienstleistungen, die mit niedrigen Preisen angeboten werden. Gegensatz ist das Luxusgut.

## Allgemeines
„Billig“ bedeutet preiswert im Hinblick auf das allgemeine Preisniveau oder das Preisverhältnis zu vergleichbaren Gütern oder Dienstleistungen. Im Hinblick auf das Preisniveau und die Beziehung zwischen Einkommen und Nachfrage gibt es volkswirtschaftlich drei Güterklassen, nämlich inferiore Güter, normale Güter und Luxusgüter. Billigware gehört zu den inferioren Gütern, bei denen steigende Einkommen zu sinkender Nachfrage führen. Billigwaren bilden ein Marktsegment, das ein anderes Konsumverhalten der Verbraucher aufweist als beispielsweise Luxusgüter. 

## Arten
Zum Billigsortiment gehören sämtliche Massenwaren im Niedrigpreis-Segment, die im Supermarkt, vor allem aber beim Discounter (Aldi, KiK, Kodi) oder im Sonderpostenmarkt (Schum EuroShop, TEDi) angeboten werden. Produktpiraterie von Markenartikeln (beispielsweise Rolex) oder Modelabels (Adidas) zählt ebenfalls zu den Billigwaren. Dagegen sind Handelsmarken keine Billigprodukte mit minderer Produktqualität mehr, sondern den Markenartikeln qualitativ gleichwertige Produkte mit einem guten Preis-Leistungs-Verhältnis. Zum Niedrigpreis-Segment gehören auch Handelsmarken wie „ja!“ (No-Name) oder in der Gastronomie das Junkfood oder Street Food. Im Dienstleistungssektor bieten Billigfluggesellschaften ein Billigsortiment an. Auf dem Wohnungsmarkt gehören Sozialwohnungen zu diesem Marktsegment. Steigt das Einkommen, werden die Mieter aus der Sozialwohnung ausziehen müssen, sodass die Nachfrage nach Sozialwohnungen sinkt.
Low-Involvement-Produkte sind Produkte des Alltags mit geringem Preis, die kaum oder gar nicht erklärungsbedürftig sind und ohne Service auskommen (Lebensmittel, Getränke, Waschmittel). Der Kunde setzt sich beim Kauf dieser Güter nur wenig mit den Alternativen auseinander, weil er dem Kauf des Produktes keine hohe Bedeutung beimisst (englisch low-involvement, „geringes Interesse“).

## Rechtsfragen
Billigprodukte sind dann unpfändbar, wenn sie nach § 811 Abs. 1 Nr. 1, 5 und 6 ZPO als unpfändbarer Gegenstand gelten. Unpfändbare Gegenstände nach § 811 Abs. 1 Nr. 1, 5 und 6 ZPO sind Gegenstände des persönlichen Gebrauchs, Hausrat oder der Berufsausübung bzw. Erwerbstätigkeit dienende Sachen.  

## Wirtschaftliche Aspekte
Die Selektionsfunktion des Preises führt dazu, dass beim niedrigen Preisniveau meist Nachfrager in Frage kommen, deren Einkommen oder Vermögen gering ist. Wichtigste Zielgruppe für Billigwaren ist deshalb das Prekariat. Das Preis-Leistungs-Verhältnis kann bei einem Billigprodukt genauso günstig sein wie bei einem wertvollen Produkt, und zwar dann, wenn Preis und Leistung im genau gleichen Verhältnis steigen oder sinken. Allerdings ist die Nachhaltigkeit von Billigwaren geringer als bei Normalprodukten. 
Die niedrige Produktqualität und eine hohe Obsoleszenz der Billigwaren sind erforderlich, damit die Selbstkosten für einen günstigen Kaufpreis niedrig gehalten werden können. Preiserhöhungen von Markennamen führen zu einem erhöhten Absatzvolumen von No-Name-Artikeln, was deren Zugehörigkeit zu den inferioren Gütern beweist. Billigprodukte sind deshalb echte Substitutionsgüter zu den vergleichbaren teureren Varianten. Die Nachfrage nach Billigwaren nimmt bei steigenden Einkommen ab, weil der Verbraucher zu höherwertigen oder teureren Substitutionsgütern wechselt (etwa von Margarine zu Butter). Billigwaren sind keine Eigenschaft dieser Güter, sondern es handelt sich um das Marktverhalten einiger Marktteilnehmer mit bestimmten Präferenzen in bestimmten Einkommenssituationen. So wird ein von BAföG lebender Student seinen Hunger mit Junk Food stillen, später als Vorstandsmitglied eines Großunternehmens jedoch im „Sterne-Lokal“ speisen.
Billigprodukte wie Gebrauchsgegenstände oder Textilien stammen häufig aus Niedriglohnländern, weil die niedrigen Personalkosten den Kaufpreis senken. Im Hinblick auf die Einkommenselastizität {\displaystyle \eta _{i}} sind Billigwaren negativ, also unelastisch:
{\displaystyle \eta _{i}<1}.
Steigen mithin die Einkommen, geht die Nachfrage nach Billigwaren zurück. Bei Rezessionen dagegen steigt die Nachfrage nach ihnen, sie sind relativ konjunkturunabhängig.